# Conus bondarevi
Espèce
Statut de conservation UICN

 DD  : Données insuffisantes
Conus bondarevi est une espèce de mollusques gastéropodes marins de la famille des Conidae.
Comme toutes les espèces du genre Conus, ces escargots sont prédateurs et venimeux. Ils sont capables de « piquer » les humains et doivent donc être manipulés avec précaution, voire pas du tout.

## Description
La taille de la coquille varie entre 29 mm et 43 mm.

## Distribution
Cette espèce marine est présente au nord de la Somalie et dans le canal du Mozambique.
.

### Niveau de risque d’extinction de l’espèce
Selon l'analyse de l'UICN réalisée en 2011 pour la définition du niveau de risque d'extinction, cette espèce a une aire de répartition restreinte le long de la côte somalienne, dans une zone de grande instabilité politique. C'est une zone dangereuse à visiter, ce qui peut fournir une protection contre la collecte. Cependant, toutes les informations sur cette espèce proviennent des années 1990. Après cela, on ne sait pratiquement rien de cette espèce, de sorte que des recherches supplémentaires sont nécessaires avant de faire une évaluation plus précise de la conservation. Cette espèce est actuellement répertoriée comme étant insuffisamment documentée.

## Taxonomie

### Publication originale
L'espèce Conus bondarevi a été décrite pour la première fois en 1992 par les malacologistes Dieter Röckel (d) (1922-2015) et Gabriella Raybaudi Massilia dans la publication intitulée « La Conchiglia »,.

### Synonymes
- Conus (Splinoconus) bondarevi Röckel & G. Raybaudi Massilia, 1992 · appellation alternative
- Stellaconus bondarevi (Röckel & G. Raybaudi Massilia, 1992) · non accepté

## Identifiants taxonomiques
Chaque taxon catalogué par les bases de données biologiques et taxonomiques possède un identifiant qui permet d'établir un point de référence. Les identifiants de Conus bondarevi dans les principales bases sont les suivants :
CoL : 5ZXNL - GBIF : 6510140 - iNaturalist : 431878 - IRMNG : 11836655 - TAXREF : 155466 - UICN : 192253 - 